# Ptinus maculosus
Ptinus maculosus is een keversoort uit de familie klopkevers (Ptinidae). De wetenschappelijke naam van de soort werd in 1895 gepubliceerd door Elzéar Emmanuel Arène Abeille de Perrin.